# Евандро да Силва
Евандро да Силва е бразилски футболист, нападател на Раднички.

## Професионална кариера
Юноша на Сао Пауло Бразилия, след което играе в школите на Бататаис Бразилия, Фигерензе Бразилия, Гремио Бразилия. През 2012 преминава в школата на Коритиба Бразилия, където дебютира в мъжкия футбол през 2015. Играе като нападател. През сезон 2017/18 играе в Ред Бул Бразил Бразилия под наем. От 31 юли 2018 е играч на ЦСКА.
На 25 февруари 2016 е повикан в разширения национален отбор на Бразилия до 20 години. Включва се в приятелския турнир Суон ДжейЕс Куп, където през май 2016 изиграва два мача срещу Южна Корея, където отбелязва гол за 1:1, както и срещу Япония за 2:2, където също се разписва, а така и за победата над Франция с 2:1. Попада в разширения състав за Олимпийските игри в Рио де Жанейро, където се подготвя с такива имена като Неймар, Коутиньо, Дани Алвеш и Марсело. След това попада още два пъти в селекцията на младежкия национален отбор до 20 години, като така изиграва общо 5 мача с 3 гола.